# André Mussat
Pour les articles homonymes, voir Mussat.
 (mars 2022).
Si vous disposez d'ouvrages ou d'articles de référence ou si vous connaissez des sites web de qualité traitant du thème abordé ici, merci de compléter l'article en donnant les références utiles à sa vérifiabilité et en les liant à la section « Notes et références ».
André Mussat, né le 11 mars 1912  à Laval et mort le 9 mars 1989 à Rennes est un résistant et historien de l'art français, spécialiste de l'art médiéval. Ses travaux portent sur le patrimoine architectural de l'Ouest de la France et tout particulièrement sur la Bretagne.

## Famille et formation
Originaire de Laval, il perd son père lors de la Première Guerre mondiale. Il fait ses études secondaires à Laval et s'inscrit ensuite à la Faculté des Lettres de Rennes où il obtient une double licence d'histoire et de géographie. Il est reçu à l' agrégation d'histoire en 1933, à 21 ans et commence sa carrière au Lycée de Laval (1933-1934). Au terme de son service militaire, il est nommé au lycée David d'Angers (1935-1945) et enseigne aussi comme chargé de cours à l'École des Arts et Métiers d'Angers.

## Politique
Secrétaire départemental (49) du Comité de vigilance des intellectuels antifascistes, il fait partie du bureau départemental du rassemblement du Front populaire dès sa création le 6 février 1936.

## Seconde Guerre mondiale
Mobilisé en 1939, fait prisonnier en 1940, il est libéré en 1941et rejoint la résistance en 1942 dans un maquis de Plouaret (Côtes-du-Nord). Il adhère en 1943 au parti Communiste (1943-1956). En 1944, il fait partie du 15e bataillon de Francs-tireurs et partisans puis participe aux combats de la Poche de Lorient. Capitaine, il est chargé des renseignements et des rapports avec les Américains. Sa conduite lui vaut la Croix de Guerre.
Au lendemain de la Libération, André Mussat participe activement à la création et au développement de la presse régionale. Il est directeur du Patriote de l'Ouest et s'engage dans le lancement du quotidien progressiste Ouest-Matin (1945-1947).

## Histoire de l'art
À partir de 1945, il enseigne au lycée de garçons de Rennes. Parallèlement, il est chargé de cours, à partir de 1948, à l'École des Beaux-Arts de Rennes et à l'École d'Architecture de Rennes. En 1951, il devient chargé de cours à la Faculté des Lettres de Rennes où il donne un cours public d'Histoire de l'Art (architecture, peinture), une création qui remporte un vif succès
Docteur ès lettres (1960) avec une thèse d'État, Le Style gothique dans l'Ouest de la France (Picard, 1963), il est nommé maître de conférences en 1960 à l'université de Rennes puis professeur en obtenant en 1963 une chaire d'histoire de l'art, la première du grand Ouest. Directeur de la section d'histoire (1965-1967) et des Annales de Bretagne  à partir de 1963, il crée en 1967 la section d'histoire de l'art et s'attelle à l'organisation et au développement d'une structure d'enseignement et de recherche des arts, pensée dès le départ comme devant regrouper tous les arts (histoire de l'art, arts plastiques, musique, arts du spectacle) qui aboutit à la création de l'UER des Arts. Il a formé de nombreux conservateurs de musée, cadres du ministère de la Culture, enseignants, architectes, plasticiens, marqués par sa forte personnalité, son enthousiasme et ses connaissances quasi encyclopédiques. Il crée, au début des années 1970, le Centre de recherches sur les arts de l'Ouest puis, en 1976, la revue Arts de l'Ouest. Il a joué un rôle actif dans les diverses instances dirigeantes de l'Université Rennes 2, notamment au Conseil d'Université où il siège jusqu'en 1980.
À partir des années 1960, André Mussat consacre une partie importante de ses recherches personnelles à la Bretagne et publie, en 1979, une magistrale synthèse de ses travaux, Arts et Cultures de Bretagne, un millénaire (Berger-Levrault, 1979) qui renouvelle la vision artistique de cette province. En 1963, il met en place la commission régionale de l'Inventaire des monuments et richesses artistiques de la France que vient de créer André Malraux : il en assure la vice-présidence (la présidence revenant au préfet) et la direction scientifique. Pendant vingt ans, il dirige avec rigueur et passion le travail d'inventaire mené par une équipe de jeunes chercheurs qu'il a formés et la publication des ouvrages qui en découlent, notamment les cantons de Carhaix-Plouguer (1969), du Faouët et de Gourin (1975) et de Belle-Ile-en-Mer (1978).
Il est Commandeur dans l'ordre des Palmes académiques et Commandeur dans l'ordre des Arts et Lettres.
Une avenue porte son nom à Rennes, une rue à Laval et le bâtiment des Arts Plastiques à l'Université Rennes 2.

## Publications
- "Lamballe, église Saint-Martin", Congrès archéologique de France, Saint-Brieuc, 1949, pp. 34-40
- "Lamballe, église Notre-Dame", ibid., pp. 41-55
- "Quelques précisions sur la décoration intérieure du Parlement de Bretagne", Annales de Bretagne, 1952/2, pp. 160-185
- "Un aspect décoratif de l'art gothique dans les régions de la Loire", 76e congrès des Sociétés savantes, Rennes 28-31 mars 1951, Bulletin archéologique du CTHS, 1951-1952, pp. 383-390
- "Michel Colombe : l'art de la Loire et la Bretagne", Annales de Bretagne, 1954/1, pp. 54-64
- La géographie monumentale des régions de la Loire occidentale, Étude des facteurs géographiques de l'histoire architecturale, thèse secondaire, 1960, inédite
- La Renaissance en Bretagne, photos de Jos Le Doaré, Châteaulin, éd. Jos Le Doaré, 1961
- "Un grand atelier de décorateurs à Rennes au XVIIe siècle siècle", Annales de Bretagne, 1961/1, pp. 149-162
- Le Style gothique dans l'Ouest de la France (XIIe – XIIIe siècles), Paris : Éd. A. et J. Picard et Cie, 1963
- Articles : "Asnières", "Candes", "La chapelle Saint-Jean de Saumur", "La cathédrale Saint-Maurice d'Angers", "L'Hôpital Saint-Jean à Angers", "Notre-Dame de Nantilly à Saumur", "Saint-Denis de Doué", "Saint-Pierre de Saumur", "Saint-Serge d'Angers", Congrès archéologique de France, Anjou, 1964
- "La cathédrale Notre-Dame de Coutances", Congrès archéologique de France, Cotentin et Avranchin, 1966, pp. 9-50
- "Le château de Vitré et l'architecture des châteaux bretons du XIVe au XVIe siècle", Bulletin Monumental, 1975/2, pp. 131-164
- "Un thème d'études : l'habitat rural traditionnel", revue Arts de L'Ouest, publ. de l'université de Haute-Bretagne - Rennes 2, 1976/1, pp. 5-22
- Arts et cultures de Bretagne : un millénaire, Paris, Berger-Levrault, 1979 ; 2nde éd., éditions Ouest-France, 1995
- "Un palais mieux connu à travers l'érudition moderne", Rennes : le Palais du Parlement, n° spécial, revue Arts de l'Ouest, publ. de l'université de Haute-Bretagne - Rennes 2, 1979/2, pp. 29-46 ; documents, pp. 92-120
- La Cathédrale du Mans, Paris, Berger-Levrault, 1981
- "Les cathédrales dans leurs cités", Revue de l'Art, n°55, 1982/1, pp. 9-22
- "Rennes ou la trace profonde du Moyen Âge", revue Arts de l'Ouest, publ. de l'université de Haute-Bretagne - Rennes 2, 1982/1-2, pp. 173-184
- "L'église de Gennes-sur-Seiche", Bull. et Mém. de la SAHIV, LXXXV, 1983, pp. 274-279
- Articles : "Le Morbihan : Art et Histoire", "La cathédrale Saint-Pierre de Vannes", "La chapelle Notre-Dame de la Houssaye", "Le château de Josselin", "L'église Saint-Gildas d'Auray", "L'église Saint-Gilles de Malestroit", Congrès archéologique de France, Morbihan, 1983
- "Architecture médiévale et nouvel espace sacré", Annales de Bretagne et des pays de l'Ouest, XC, 1983/2, pp. 387-402
- Rennes, photos d'Hervé Champollion, Rennes, éditions Ouest-France, 1985
- "Les derniers éclats du gothique", Dinan au Moyen Âge, Le Pays de Dinan, 1986, pp. 137-155
- Saint Melaine, la mémoire d'un palais, Rennes, Presses universitaires de Rennes 2, 1987
- "Les remparts de Vannes et l'architecture militaire bretonne", in Les Remparts de Vannes, Vannes, Les Amis de Vannes, 1988, pp. 61-73
- Architecture et identités, textes réunis et présentés par Daniel Leloup, Rennes, Presses universitaires de Rennes, 1997